# Joseph Maria Piautatz
Joseph Maria Piautatz (* 5. Juli 1774 in Cluse, Savoyen, Königreich Sardinien; † 9. September 1825 in Berlin) war ein preußischer und westphälischer Beamter. Piautatz war seit der Neueingliederung der Reichsstädte Nordhausen und Mühlhausen in das Königreich Preußen durch den Reichsdeputationshauptschluss von 1803 als Stadtdirektor tätig. Nach der Gründung des Königreichs Westphalen stieg er als Generalsekretär in Göttingen und Unterpräfekt in Halle zum Präfekten auf und war anschließend bis zu seinem Tod in der Preußischen Finanzverwaltung tätig. Piautatz war Mitglied des Ordens der Westphälischen Krone, Träger des Roten Adlerordens dritter Klasse und ist Ehrenbürger der Stadt Göttingen.

## Leben

### Jugend
Piautatz entstammte einer spanischen Kaufmannsfamilie aus Savoyen (damals Königreich Sardinien). Sein Vater ging nach Frankfurt am Main, um dort ein Handelshaus zu eröffnen, als Joseph Piautatz noch ein Kind war. Mit seinem Bruder zusammen erhielt er in Frankfurt Privatunterricht im Elternhaus, besonders um die deutsche Sprache zu lernen, schließlich wurde er auf das geistliche Gymnasium in Fulda geschickt, um die lateinische Sprache zu erlernen. Mit 16 Jahren verließ er das Gymnasium und fing ein Studium an der Universität Mainz an, während der Bruder die Geschäfte des väterlichen Bankhauses übernehmen sollte. In Mainz studierte er bürgerliches Recht, kanonisches Recht und Kameralistik. Im Jahr 1792 erhielt er durch die Fürsprache und den finanziellen Einfluss seines Vaters ein Angebot zur Mitarbeit in der Kurmainzischen Regierung. Dieses wurde hinfällig, nachdem im Zuge der Revolutionskriege in Mainz eine Republik ausgerufen wurde und die Universität sich auflöste, bevor Piautatz mit Examen abschließen konnte. Daraufhin arbeitete er eine Zeit lang im Comptoir des Vaters.
Durch die Rüstungen im Alten Reich, die in Frankfurt zum proklamierten Reichskrieg gegen Frankreich stattfanden, verlieh der Vater ab 1791 Gelder an Reichstruppen, die er nach dem Sieg Frankreichs am Rhein nicht zurückerhielt. Im Jahr 1793 verlor er das kürzlich gegründete Handelshaus durch zu hohe unbezahlte Schuldforderungen. Seine Söhne beteiligten sich bei der Belagerung von Mainz auf Seiten Preußens gegen die französische Revolutionsarmee. Im Preußischen Heer erhielt Piautatz eine Anstellung bei der Feldkasse eines Regiments seines Bruders unter dem Kommandanten Johann Friedrich von Székely, der ihn bald für Laufdienste einsetzte. Diese Anstellung hatte er jedoch nur bis zum Zerfall der ersten Koalition gegen Frankreich inne. Nachdem sich Preußen mit dem Basler Frieden vom Mai 1795 in die Neutralität gegenüber Frankreich und dem Reich zurückzogen hatte, demobilisierte die Regierung die Rheintruppen. Zwar blieb Piautatz für Kassen- und Rechnungsdiente noch bis Anfang 1796 im Amt, stand dann jedoch ohne Anstellung oder Aussicht auf dieselbe da. Rückblickend äußerte er selbst zu der Zeit, „Nach vollendetem Geschäft ward mir zu meinem weitern Fortkommen in der Welt Glück gewünscht und ich stand jetzt, nach meinen mit beträchtlicher Verantwortung und mit mancherlei Aufopferungen geleisteten treuen Diensten, ganz eigentlich auf dem Punkt, von dem ich ausgegangen war.“ In Berlin erhielt er kurz darauf als Sekretär einer Expedition bei der Akzise-Division eine Aussicht auf Anstellung mit vorzeitiger Alimentierung.

### Tätigkeit in der Preußischen Kammerverwaltung
Nach dem Umzug nach Berlin vergab Piautatz die Aussicht auf die schlecht bezahlte Sekretärstelle und entschloss sich, an der Kurmärkischen Kriegs- und Domänenkammer in Magdeburg sein Studium zu beenden. Er schloss im September 1800 mit der Anstellung als Referendar sein großes Examen ab und wurde in der Steuerdirektion der Kammer angestellt, wo er vom Kammerdirektor Pirl in vielfältigen Bereichen eingesetzt wurde. Als Probestück seiner Verwaltungstätigkeit wurden ihm seine Grenzberichtigungen gegenüber dem Kurfürstentum Sachsen bei Treuenbrietzen für das Assessorat angerechnet und schließlich wurde er als solcher in der Magdeburger Kammer angestellt.
Kurz auf seine Anstellung als Assessor folgend, im Juli 1803, benötigte der Graf Friedrich Wilhelm von der Schulenburg-Kehnert neues Personal für die Organisation der durch den Frieden von Lunéville und den Reichsdeputationshauptschluss angefallenen Gebiete in Thüringen und schlug Piautatz’ Bestallung zum Kriegs- und Steuerrat vor. Er erhielt das Stadtdirektorat der ehemals freien Reichsstadt Nordhausen, die zum Fürstentum Halberstadt kam. Als solcher nahm er im Oktober 1803 die Huldigung vor Friedrich Wilhelm III. ab und kümmerte sich um Akziseregelungen und anfallende Probleme im benachbarten Fürstentum Eichsfeld und der Grafschaft Hohnstein, sowie neue Einrichtungen der Stadt. Der Kammerdirektor in Heiligenstadt, Ferdinand von Angern, sprach Piautatz mehrfach ein Lob für seine vorbildliche und erfolgreiche Amtsführung in der Stadt aus. Dies mag auch daran gelegen haben, dass Nordhausen zur damaligen Zeit bereits zu den wirtschaftsstärksten Städten in Nordthüringen zählte.

### Beamter im Königreich Westphalen und in Paris
Nach Auflösung der Kammer in Heiligenstadt mit der Gründung des Königreichs Westphalen nach dem Frieden von Tilsit trat Piautatz 1807 in westphälische Dienste. Er beteiligte sich zunächst an den Reisen der ehemaligen Kammerdeputation nach Paris, wo sich der Kammerpräsident Christian Wilhelm von Dohm erhoffte, die Kontributionen für die Städte und Gemeinden des Fürstentums Eichsfeld und der Grafschaft Hohnstein nach dem Krieg zwischen Preußen und Frankreich zu mindern. Das Vorhaben misslang. Im Januar 1808 erhielt er mit dem Amtsantritt des Präfekten Friedrich von Hövel die Stelle als dessen Generalsekretär in Göttingen im Departement der Leine. Bald darauf, am 8. Juli 1808 bekam er zusammen mit seiner Frau die Ehrenbürgerwürde der Stadt Göttingen verliehen. Im August 1810, nachdem zum vierten Mal die Unterpräfektur in Halle neu besetzt werden musste, verließ er Göttingen, um ins Saaledepartement zu gehen. Anfang Mai 1813 musste in Kassel die Präfektur neu besetzt werden und der König berief Piautatz unter vorheriger Ernennung zum Mitglied des Ordens der Westphälischen Krone ins Departement der Fulda. Nach der Völkerschlacht bei Leipzig im Oktober 1813 nahm Piautatz die Befehle der Alliierten Truppen entgegen und leitete bis Ende des Jahres die Verwaltung der Stadt und des Departements im aufgelösten Königreich.
Anfang des Jahres 1814 erhielt Piautatz in Kassel die Nachricht, dass er im Generalgouvernement Belgien nach Brüssel als Rat berufen worden war. Bald nach seiner Anreise dort ging er in dieser Funktion nach Lüttich. Anfang des Jahres 1815 wurde er in eine Generaltilgungskommission berufen, die die Rückerstattung der französischen Schulden bei den vier Gewinnermächten Preußen, Österreich, Russland und den deutschen Mittelstaaten aus Rentenfonds organisieren sollten und weilte zu diesem Zweck bis 1821 in Paris. Im Jahr 1817 erhielt er für seine Mitarbeit in der Kommission das Offizierskreuz des preußischen Roter-Adler-Ordens. Piautatz kaufte sich in Paris ein Haus, das er preußischen Offizieren und Beamten zur Diskussion über politische Themen und zu Festlichkeiten zur Verfügung stellte. Finanziell hatte er von seiner Stellung in Paris keinen Vorteil und die Arbeit in der Tilgungskommission war persönlich für ihn kein Erfolg. Er konnte dem Vater für die Schulden seines Handelshauses kaum mehr als die Hälfte des Geldes zurückerstatten, das dieser durch den Reichskrieg verloren hatte. Diese konnte gerade die eigenen Gläubiger damit auszahlen. Nach seiner Arbeit in Paris musste Piautatz sein Haus verkaufen und mittellos nach Berlin ziehen.

### Letzte Jahre in Berlin
In Berlin erhielt Piautatz bald nach dem Jahr 1821 eine Stellung als Geheimer Oberfinanzrat im Preußischen Schatzministerium und nach dessen Auflösung in der Immediatkommission zur Neuorganisation desselben. Seine Pläne dienten der Kommission als Arbeitsgrundlage zur Neuorganisation des Ministeriums.
Im September 1825 zog er sich auf einer Jagd bei Berlin eine schwere Erkältung zu, sodass er bettlägerig wurde und nach mehreren Tagen am 9. September 1825 einem Schlaganfall erlag.

## Familie
Joseph Piautaz heiratete ein Fräulein Pinette Ahé, die mit ihm zusammen 1808 das Göttinger Ehrenbürgerrecht erhielt. Er hatte einen Bruder Franz, der in Frankfurt am Main nach dem Bankrott des Vaters ein Seidenhändlergeschäft betrieb. Seine Schwester Claudine, die ebenfalls in Frankfurt geblieben war, war das Kindermädchen der Familie Brentano.